# Boudeuse Cay
Boudeuse Cay (King Ross) – mała, bezdrzewna i bezludna skała koralowa należąca do archipelagu Amirantów, leży 29 km na południowy zachód od wyspy Étoile Cay i około 320 km na południowy zachód od wyspy Mahé. Na wyspie znajduje się mała piaszczysta plaża ale trudno dostępna ze względu na wysokie fale nawet podczas spokojnej pogody. Wyspa może być jedną z najstarszych podwodnych skał koralowych w zachodniej części Oceanu Indyjskiego.
Wyspa jest jednym z dwóch ostatnich na Seszelach miejsc lęgowych głuptaka maskowego Sula dactylatra i około  500 par burzyka klinosternego Puffinus pacificus.